# Sos de soia

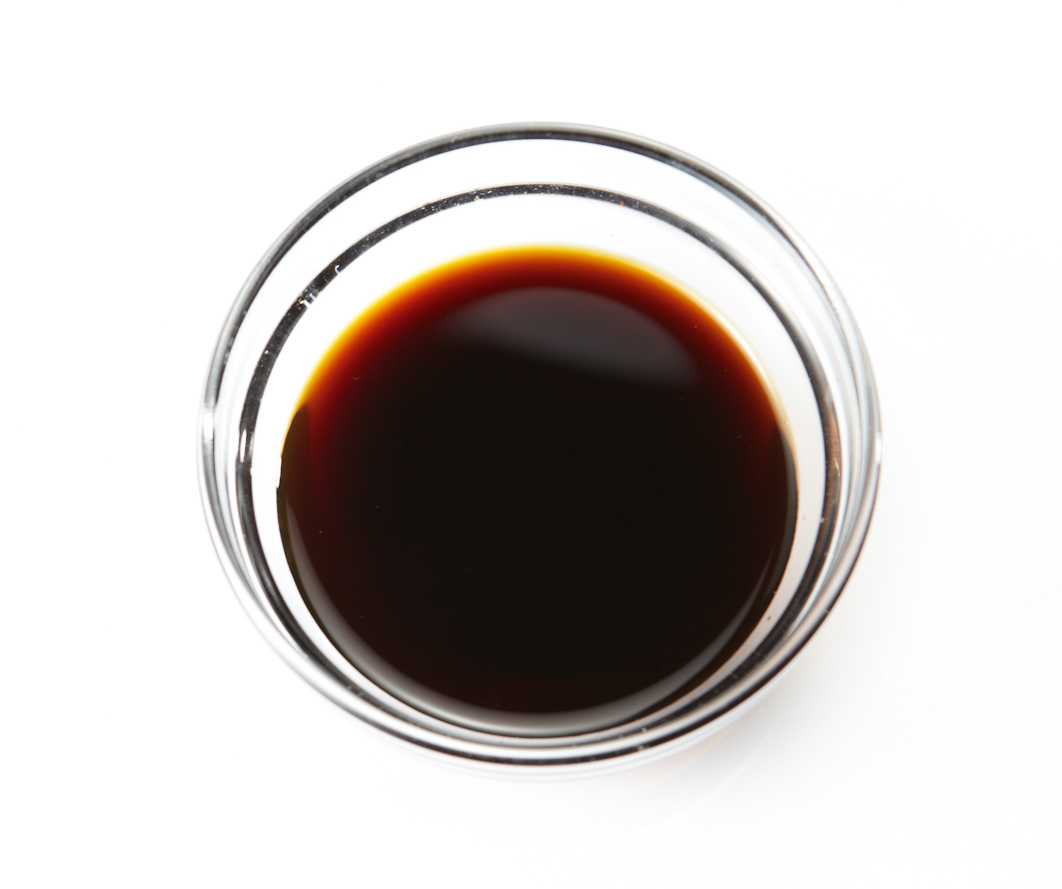
Sos de soia într-un bol

Sosul de soia este un condiment obținut dintr-o pastă de boabe de soia, sare și enzime, într-un proces de fermentație. În forma sa cunoscută în prezent, sosul de soia a apărut aproximativ acum 2200 de ani, în timpul Dinastiei Han vestice din China Antică și s-a răspândit prin Asia de Est și Sud-Est, unde a fost folosit în gastronomie ca și condiment.